# 惇妃
惇妃（1746年3月27日—1806年3月6日）汪氏，內務府正白旗旗鼓佐領(即上三旗包衣漢軍)。都統四格之女。乾隆帝之妃，固倫和孝公主之生母。

## 早期生平
乾隆十一年三月初六日（1746年3月27日）出生。
乾隆二十八年十月十三日，汪氏之父四格提早呈上謝恩折，稱他是包衣牛彔之劣类，蒙圣主之浩荡恩典，他的女兒才可以侍奉宫中，全家不胜欢喜感戴。乾隆二十八年十月十八日，時任内务府总管大臣四格之女封為永常在，並且恩赐珊瑚朝珠一盘、金镶珊瑚项圈一围和金累丝凤五只。汪氏為正白旗包衣佐領下人，僅能經內務府選秀入宮，惟因檔案缺失之故，暫時未知汪氏是否曾在內廷主位下學規距。汪氏的冊文中曾有「早膺德選，嫻蘭宮之禮教」、「慈顏有喜」和「能承慈眷」的字眼，汪氏有機會為崇慶皇太后位下的學规距女子。
乾隆三十三年六月初八日，《乾隆至嘉慶年添減底檔》記載，永常在晉為永貴人。乾隆三十六年正月二十七日，永常在復封為永貴人，代表汪氏曾降在此期間降為常在。《清代档案史料——圆明园》所錄入的檔案記載，永常在等人在該年六月初九日被賞紅花氆氌褥子一床。汪氏復封貴人之位不足五個月，又因為不明緣故而降位。
乾隆三十六年 (1771年) 十月初十日，王成奉旨永常在封为惇嫔，惟十月時大学士劉統勳曾奏拟永贵人汪氏晋封为嫔封号字样。目前尚未知道汪氏是由永常在晉為惇嬪，還是由永貴人晉為惇嬪。乾隆三十六年十一月二十八日，永貴人行惇嬪册封礼。
乾隆三十九年 (1774年) 五月十六日，皇帝帶同惇嬪等人驾行热河；八月十六日，惇嫔因懷孕自热河启程单独回京，进口住瑶亭子；八月二十七日，惇嫔才进京回宫；九月初一日，乾隆及皇太后嫔妃等自热河启程返京，高宗於九月初七日抵京，並且住圆明园，直至九月初八日，惇嬪才詔封為惇妃；九月十二日起添妃例日用；九月二十九日，惇妃添守月姥姥。同年十一月十一日，总管王常贵传旨在十一月十六日进惇妃册宝。
乾隆四十年 (1775年) 正月初三日，生皇十女固倫和孝公主。翊坤宫公主周岁抓晬盘之喜，用汉玉撇口盅一件、汉玉娃娃戏狮子陈设一件、青玉匙一张、玉扇器四件、紅玛瑙仙鹤笔架一件和油珀圆盒一件。和孝公主的赏赐符合则例的规定，並无与众不同之处，反映和孝公主在成长过程中表现得越发优秀才得高宗寵愛。
乾隆四十年八月，大夫陈世官診斷惇妃有喜，惟汪氏「每月荣分按期而行，外形不显，内形觉微小不动。」乾隆四十一年四月二十二日午初二刻，协办大学士英廉，带领尚书余文仪看惇妃和順妃的脉息；四月二十八日，大夫陈世官和罗衡等请得敦妃因妊娠已过足月，仍每月漏红伤血，以致喜脉不甚充盛。之后的一个月都令惇妃服用四味汤、胎產金丹等補藥。直至同年的五月二十八日，才确定惇妃沒有怀孕。
乾隆四十三年 (1778年)，因毆斃宮女降為惇嬪。翊坤宮首领太监郭进忠和刘良因获罪甚重而被革去顶带、罚钱粮二年。总管太监王忠、赵得胜等人专司内廷，未能预为劝阻，也被各罚钱粮一年，乾隆帝命将每人应罚钱粮的一半责成惇嬪代为缴完。此外，惇嬪亦被罚出银一百两，给予此案中被殴毙官女子之父母殓埋屍體。

## 晚期生平
乾隆四十四年 (1779年) 二月初一日，乾隆帝讓太監常寧傳旨：「養心殿順妃住處給惇嬪，惇嬪住處給順妃。明常在住順妃次間。圓明園容妃住處給惇嬪住，惇嬪住處給容妃。順妃帶明常在住永壽宮。」
乾隆四十五年 (1780年)，汪氏又被復封為惇妃。乾隆四十六年二月初三日，乾隆帝把和硕和恪公主的大格格接入宫中抚养，居住在翊坤宫，由当时的翊坤宫首領主位惇妃代为抚养。
乾隆四十九年 (1784年) 正月有官员奏：上年五月，惇妃的叔叔满斗「殴死仆妇郑刘氏之夫郑荣，复将有夫之女收用为妾。」不久之後的五月，惇妃所居之翊坤宫有宮女子自缢，但被救活。因为发生在斋戒期间，所以總管太监不敢具奏乾隆帝。同年十月，翊坤宫又有一名官女子负伤。目前尚未知上述三件事件有沒有任何關係。
乾隆五十年 (1785年) 三月初六日，舉行惇妃四十千秋慶典，乾隆帝卻下旨按照寻常千秋例辦理，仅恩赐白银三百两。按照清宮慣例，内廷主位从四十岁开始过整寿，皇帝的恩赐要比平常年岁的生辰赏赐多。除了素常的赏银之外，还加恩赏額外的物品。例如古玩、锦缎、藏香等。乾隆六十年三月初六日，舉行惇妃五十千秋慶典。此次惇妃五十岁整壽未庆，按照每年之例赏给恩赐银三百两。由此可見，惇妃多年的千秋待遇均被削減。
嘉庆元年十一月，惇妃耽误向乾隆帝请安。乾隆帝立即传旨：“惇妃耽误了请安，将年例一钱重的银锞二百个，今年不必赏。”。嘉庆十一年正月十七日（1806年3月6日）逝世，卒年六十岁，葬清东陵裕陵妃园寝。

## 家族
- 始祖汪整，“正白旗包衣旗鼓人，世居瀋陽地方”（据《八旗滿洲氏族通譜》卷77）。
- 世祖汪三，内务府佐領。内务府正黄旗包衣“第五叅领第一旗鼓佐领，亦系国初编立，始以张泰管理，张泰故，以汪三管理，汪三调管正白旗佐领，以李万春管理”（载《钦定八旗通志》卷5）。
- 高祖。
- 曾祖。
- 祖父：賽必圖。
- 父：勤恪公四格，内务府員外郎兼佐領，都統，乾隆十六年至四十一年总管内务府大臣；曾任内务府镶黄旗包衣第五㕘領第三旗鼓佐領（据《钦定八旗通志》）。
- 胞兄：内务府正白旗汉军巴寧阿[6]（1741-1813），任内务府镶黄旗第五参领第五旗鼓佐领（前任系镶黄旗汉军、直隶总督英廉之子延祺），于乾隆五十三年（1788）以内务府郎中兼任镶黄旗满洲第五参领第十五佐领（前任是镶黄旗满洲瑞保 (乾隆進士)）（据《钦定八旗通志》），同年外任两淮盐政；乾隆五十六年至五十九年总管内务府大臣，工部右侍郎，正蓝旗满洲副都统、正黄旗汉军副都统，曾负责监修热河寺庙工程，《國史列傳》有传。其子景旺，三等侍卫。女一汪氏，嫁内务府正白旗满洲索綽絡氏禧安（父觀慶，祖父乾隆丁巳恩科進士觀保，堂祖伯父乾隆丁巳恩科進士德保 (清朝)）；女二汪佳氏，嫁镶蓝旗宗室德隆布（胞兄道光丙戌科進士宗室德誠，父吉林副都統、鎮國將軍伊鏗額，母德保 (清朝)之女索綽絡氏，祖簡恪親王豐訥亨，曾祖簡勤親王奇通阿）[7]。

## 影视作品
- 電視劇如懿傳：姜瑞佳飾演汪芙芷，但在拍攝過程中因為劇情調整，故此角色未出場。

### 引用資料
1. ↑  清高宗 - 乾隆11年3月 （页面存档备份，存于） - 時間權威資料庫
2. ↑  《清高宗實錄》，乾隆帝晉封永貴人汪氏為惇嬪冊文：命協辦大學士刑部尚書官保為正使，禮部侍郎德福為副使。持節冊封汪氏為惇嬪。冊文曰。朕惟備六宮而修內職。分理紫廷。資九御以佐壼儀。揚芬彤管。恩綸式煥。寵錫斯彰。爾貴人汪氏。毓質柔嘉。禔躬端淑。迓百祥於椒殿。芳範無違。慶多福於萱庭。慈顏有喜。茲奉皇太后慈諭。封爾為惇嬪。尚其玉齍克贊。照令德之攸崇。褕翟增華。受隆恩之永被。欽哉
3. ↑  乾隆晉封惇嬪汪氏為惇妃冊文：命大學士舒赫德為正使理藩院尚書署禮部尚書素爾訥為副使。持節冊封惇嬪汪氏為惇妃。冊文曰、朕惟褕衣列職。分內治於彤扉。鏤簡宣恩晉榮稱於紫掖。爰加錫命用備彝章。爾惇嬪汪氏、夙協芳規。早膺德選。嫻蘭宮之禮教。聿著壼儀。慶萱幄之純禧。能承慈眷。自褒封之既具。徵敬事之無愆。茲奉皇太后慈諭冊封爾為惇妃。爾其益懋柔嘉。荷鴻庥而克副。彌彰淑慎。被象服以增輝。欽哉。
4. ↑  乾隆帝對惇妃毆斃宮女事件的處理：諭諸皇子、及軍機大臣等、昨惇妃、將伊宮內使喚女子。責處致斃。事屬駭見。爾等想應聞知。前此妃嬪內。間有氣性不好。痛毆婢女。致令情急輕生者。雖為主位之人。不宜過於很虐。而死者究系窘迫自戕。然一經奏聞。無不量其情節懲治。從未有妃嬪將使女毒毆立斃之事。今惇妃此案。若不從重辦理。於情法未為平允。且不足使備位宮闈之人。咸知警畏。況滿漢大臣官員。將家奴不依法決罰、毆責立斃者。皆系按其情事。分別議處。重則革職。輕則降調。定例森然。朕豈肯稍存歧視。惇妃、即著降封為嬪。以示懲儆。並令妃嬪等、嗣後當引以為戒。母蹈覆轍。自乾重戾。朕辦理此事。准情酌理。惟協於公當。恐外間無識之徒。或有竊以為過重者。不知朕心已覺從寬。事關人命。其得罪本屬不輕。第念其曾有公主。故量從未減耳。若就案情而論。即將伊位號擯黜。亦豈得為過當乎。朕臨御四十三年以來。從不肯有溺愛徇情之事。爾眾皇子、及眾大臣、皆所深知。即如惇嬪、平日受朕恩眷較優。今既有過犯。即不能復為曲宥。且不特此也。如大臣等辦理事務。今日有善。即從而眷遇。明日有過。即予以訓飭。如其有心干犯。私過亦即嚴懲。禍福悉視其人之自取。絲毫不設成見。且不肯存某事必須某人辦理之心。如大學士鄂爾泰、張廷玉、大學士公傅恆、協辦大學士公兆惠、皆在左右襄贊機務。伊等既逝。未嘗無承辦政事之大臣。又如尚書張照、汪由敦、大學士梁詩正、劉綸、皆在內廷經理筆墨。伊等病歿。亦未嘗無接辦文墨之詞臣。此外皆可類推。若為人君。不能見及於此。何以撫馭天下。董率群臣乎。此即為君難之一端也。諸皇子各有福晉格格。家庭之事。當法朕於宮闈。不稍溺愛徇情。其下亦有官員太監。即可以小喻大。當法朕於臣工。不稍專恃偏護。家國一理。事可相通。諸皇子、可不知所遵守乎。至若縱性濫刑。虐毆奴婢。不但福晉格格等不宜有。即諸皇子亦當切戒。且如朕為天下主。掌生殺之權。從未嘗有任一時之氣。將閹竪輩立斃杖下。諸皇子豈不知之。從前小太監胡世傑、如意等、在朕前常有惹氣之事。不過予以薄懲。杖責二十。極多亦不過四十者。諸皇子當遵朕此諭。咸知效法。倘或管教不嚴。及自行任性毒毆。致死奴婢者。朕一有所聞。必不輕恕。所有惇嬪此案。本宮之首領太監郭進忠、劉良、獲罪甚重。著革去頂帶。並罰錢糧二年。其總管太監。亦難辭咎。除桂元、在奏事處。蕭雲鵬、兼司茶膳房。每日在御前伺候。不能復至宮內稽查。伊二人著免其議罪。其王成、王忠、王承義、鄭玉柱、趙德勝、專司內庭。今惇嬪毆斃使女。伊等不能豫為勸阻。所司何事。著各罰錢糧一年。但其事究因惇嬪波累。著將伊等應罰錢糧。於各名下扣罰一半。其一半、亦著惇嬪代為繳完。所有毆斃之女子。並著惇嬪罰出銀一百兩。給其父母殮埋。此案雖系小事。朕一秉大公至正。與綜理庶務無異。亦可恍然咸喻朕意矣。將此旨交總管內務府大臣。傳諭內府諸人知之。並著繕錄一通。交尚書房、敬事房、存記。令諸皇子共知警省。永遠遵奉。
5. ↑  清仁宗 - 嘉慶11年1月 （页面存档备份，存于） - 時間權威資料庫，59岁
6. ↑  《清實錄乾隆朝實錄》「巴寧阿，係惇妃之兄、妃嬪兄弟，以之暫管鹽政则可。」
7. ↑   《愛新覺羅宗谱》第16册丁四8369頁